# ألكسندر أوفسيانكين
ألكسندر أوفسيانكين (18 أكتوبر 1924 – 2006) هو مبارز بالسيف من الاتحاد السوفيتي راحل، مثّل بلاده في الألعاب الأولمبية الصيفية 1956.

## روابط خارجية
ألكسندر أوفسيانكين على موقع أوليمبيديا (الإنجليزية)